# Estrenos por M+
Estrenos por M+ es un canal de televisión por suscripción español, propiedad de Telefónica. Su programación está basada en la emisión de cine y programas independientes y exclusivos en España.

## Historia
Canal+ Estrenos comenzó sus emisiones el 7 de junio de 2015. Su programación se centra en la emisión de cine de estreno. Fue creado junto a la plataforma Movistar+ derivando los estrenos de Canal+ 1. La CNMC obligó a Telefónica a ceder a las demás plataformas de TV de pago del país, el 50% de sus canales prémium exclusivos, entre los que se encuentran Canal+ Estrenos, Canal+ Series o Canal+ Liga.
Desde su creación al igual que algunas cadenas de la marca Canal+, incluida Canal+ Estrenos ofrecen subtítulos en catalán y euskera. 
A partir del 1 de agosto de 2016, cumpliendo un año de la plataforma, pasó a denominarse Movistar Estrenos, eliminando la marca Canal+ para así no pagar los derechos a Vivendi. Esto también contrajo una nueva identidad visual de la plataforma y del mismo canal.
El 2 de agosto de 2016 y tras un año de emisiones, el operador Vodafone TV decidió eliminar el canal de su oferta, en favor de otros canales de contenidos más prémium para su plataforma, no obstante, en el año 2018 Vodafone decide volver a incorporarlo a su servicio de televisión como suscripción aparte del resto de canales.
El 27 de julio de 2021, Telefónica anunció a través de la cuenta oficial de Twitter de Movistar+ una reestructuración en los canales propios de cine y series. Esta reestructuración incluía el traspaso de contenido de Movistar Estrenos a Movistar Estrenos 2, para heredar el contenido del cesado canal Movistar CineDoc&Roll.
El 19 de enero de 2022, Movistar+ cambió de nombre a Movistar Plus+, cambio que contrajo una nueva denominación en sus canales propios y una nueva identidad visual. El canal pasó a denominarse Estrenos por Movistar Plus+. En julio de 2023, se anunció que el canal cambiaría su nombre a Cine por M+ a partir del 1 de agosto de ese mismo año, apartándose de la temática de emitir exclusivamente películas de estreno.
El 28 de enero de 2025, Movistar Plus+ revirtió el cambio de nombre del canal y volvió a llamarlo Estrenos por M+.

## Disponibilidad
Cine por Movistar Plus+ se encuentra disponible dentro de la plataforma de pago por satélite e IPTV Movistar Plus+, dentro del paquete de Cine o Premium, así como en su servicio de video bajo demanda como canal en directo (emisión lineal). 
Fuera de España, en Andorra se encuentra disponible en el dial 3 de la plataforma SomTV de Andorra Telecom.

## Imagen Corporativa

2016 - 2022
2022 - 2023
2023 - 2025
2025 - presente